# Danilo Ferrari
Pour les articles homonymes, voir Ferrari.
Danilo Ferrari, né le 30 septembre 1940 à Chioggia (Vénétie) mort le 19 janvier 2007 à Mongrando (Piémont), est un coureur cycliste italien, professionnel de 1963 à 1967. 

## Palmarès

### Palmarès amateur
- 1962
  - Coppa Città di Cuorgnè
  - Trofeo Camurati
  - Grand Prix Vallese
  - Giro dei Tre Laghi

### Palmarès professionnel
- 1964
  - 6e étape du Tour de Sardaigne
  - 3e du Tour des trois provinces
- 1965
  - Grand Prix Cemab
- 1966
  - 2e du Tour du Nord-Ouest de la Suisse

## Résultats sur les grands tours

### Tour de France
1 participation
- 1963 : abandon (16e étape)

### Tour d'Italie
3 participations
- 1963 : 33e
- 1964 : abandon
- 1965 : 31e

### Tour d'Espagne
1 participation
- 1966 : 39e